# St. Alexander (Mühlhausen an der Würm)

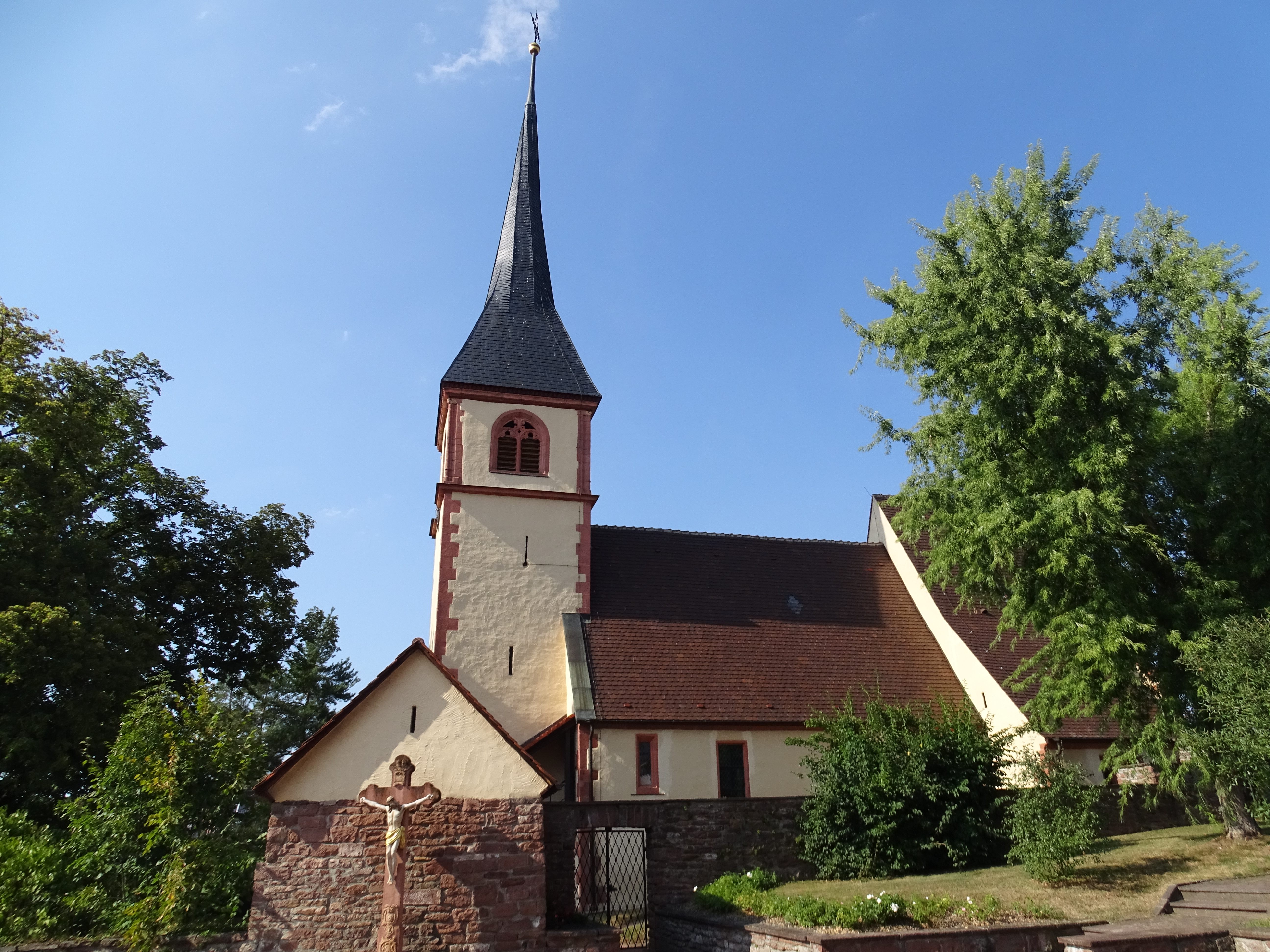
St. Alexander in Mühlhausen

Die römisch-katholische Pfarrkirche St. Alexander steht in Mühlhausen, einem Ortsteil der Gemeinde Tiefenbronn im Enzkreis in Baden-Württemberg. Das Bauwerk ist beim Landesamt für Denkmalpflege Baden-Württemberg als Baudenkmal eingetragen. Die Kirchengemeinde gehört zum Dekanat Pforzheim im Erzbistum Freiburg.

## Beschreibung

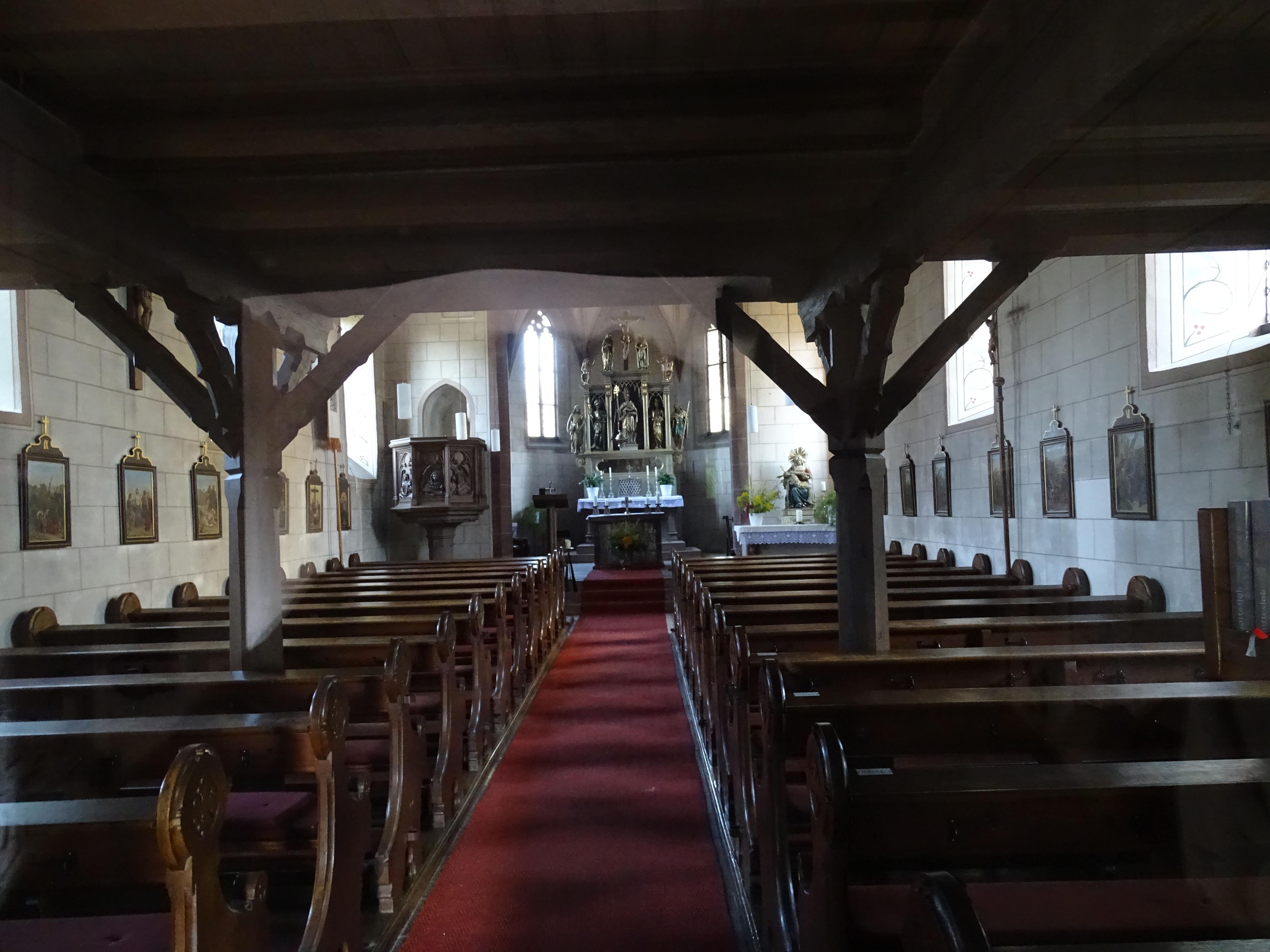
Innenraum

Die spätgotische Saalkirche wurde um 1495 erbaut. Sie besteht aus einem Langhaus, einem eingezogenen, gegenüber dem Langhaus erhöhten Chor mit Fünfachtelschluss im Osten und einem Kirchturm im Westen, der auf einer Seite ein Zifferblatt der Turmuhr hat. In seinem Glockenstuhl im obersten Geschoss hängen drei Kirchenglocken, die alle in das Schlagwerk integriert sind.
Der Innenraum des Langhauses ist mit einer Holzbalkendecke überspannt, der des Chors mit einem Sterngewölbe. Zur Kirchenausstattung gehören ein Hochaltar und ein Kruzifix, die um 1600 entstanden sind. Die Orgel wurde im Kern 1891 von H. Voit & Söhne gebaut, die 1983 von Orgelbau Vier erweitert wurde.